# Вялова, Людмила Ивановна
Людмила Ивановна Вялова (13 февраля 1932 год, село Рожново, Селивановский район, Владимирская область — 24 мая 2000) — свинарка совхоза «Семисотка» Ленинского района Крымской области. Герой Социалистического Труда (1966). Депутат Верховного Совета УССР 7 — 9 созывов.

## Биография
Родилась 13 февраля 1932 года в крестьянской семье в селе Рожново Селвиванского района Владимирской области. Получила неполное среднее образование. С 1946 года по 1954 год работала колхозницей в колхозе «Победа» Селивановского района. В 1954 году переехала в Крым, где стала работать колхозницей в колхозе «Победа» Ленинского района. С 1957 года — свинарка и с 1967 года — бригадир по откорму свиней свинофермы совхоза «Семисотка» Ленинского района.
В 1966 году удостоена звания Героя Социалистического Труда. Избиралась депутатом Верховного Совета СССР 7 — 9 созывов.
После выхода на пенсию проживала в селе Каменское Ленинского района Республики Крым.

## Награды
- Герой Социалистического Труда — указом Президиума Верховного Совета СССР от 22 марта 1966 года
- Орден Ленина (дважды)
- Орден Октябрьской Революции